# 吉布斯-杜安方程

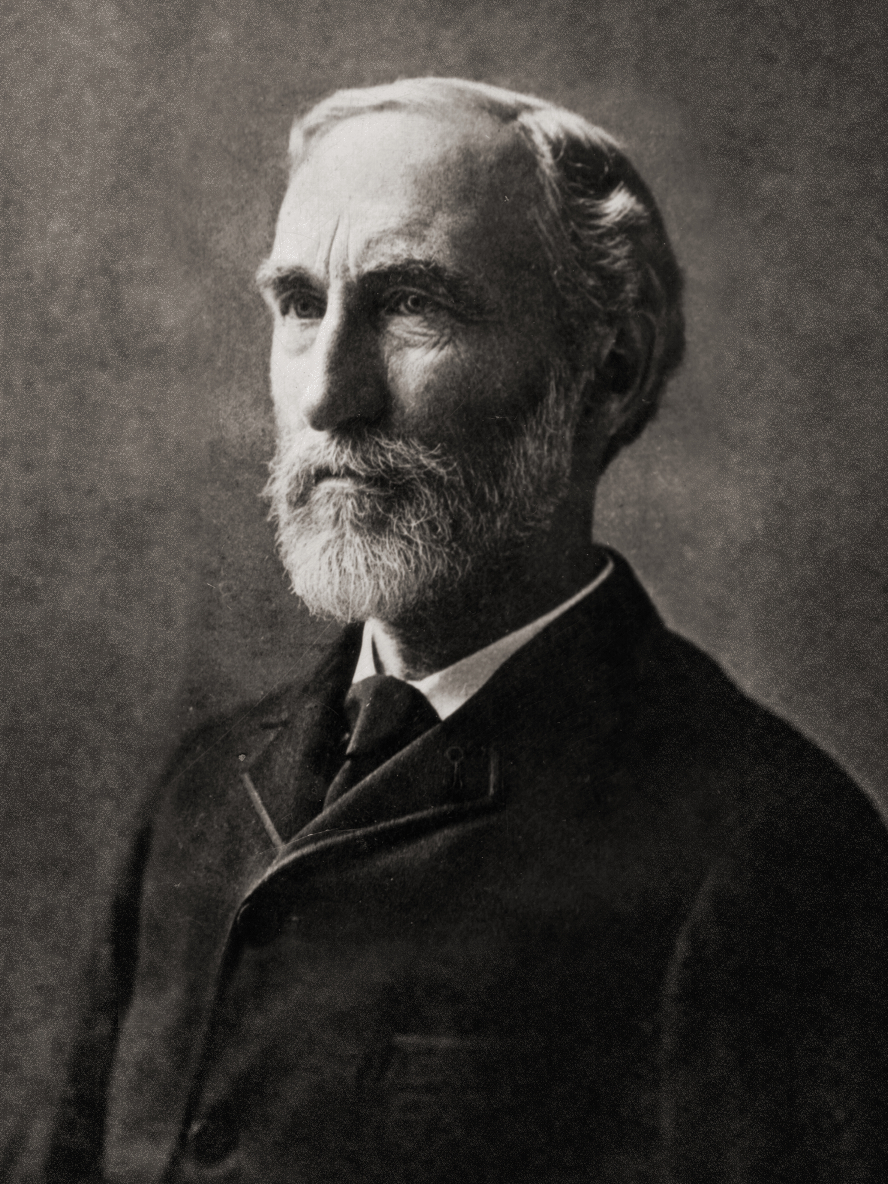
約西亞·吉布斯

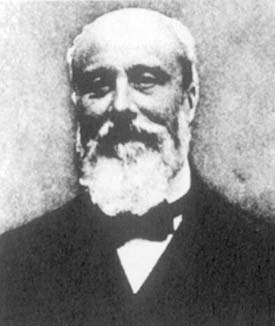
皮埃尔·杜安

热力学中的吉布斯-杜安方程（英語：Gibbs-Duhem equation），描述了一个热力学系统中的成分的化学势变化之间的关系：
{\displaystyle \sum _{i=1}^{I}N_{i}\mathrm {d} \mu _{i}=-S\mathrm {d} T+V\mathrm {d} p\,}
其中{\displaystyle N_{i}\,}是成分{\displaystyle i\,}的摩尔数，{\displaystyle \mathrm {d} \mu _{i}\,}是该成分的化学势的增量，{\displaystyle S\,}是熵，{\displaystyle T\,}是绝对温度，{\displaystyle V\,}是体积，{\displaystyle p\,}是压强。它表明在热力学中，强度性质不是独立而是相关的，使它成为状态假设的一个数学陈述。当压强和溫度是变量时，{\displaystyle I\,}个组分中只有{\displaystyle I-1\,}个有独立的化学势值，于是吉布斯相律随之而来。这个定律以约西亚·吉布斯和皮埃尔·杜安命名。

## 推导
从基本的热力学状态方程推出吉布斯-杜安方程是很容易的。吉布斯能{\displaystyle G\,}关于它的自然变量的全微分为：
{\displaystyle \mathrm {d} G=\left.{\frac {\partial G}{\partial p}}\right|_{T,N}\mathrm {d} p+\left.{\frac {\partial G}{\partial T}}\right|_{p,N}\mathrm {d} T+\sum _{i=1}^{I}\left.{\frac {\partial G}{\partial N_{i}}}\right|_{p,T,N_{j\neq i}}\mathrm {d} N_{i}\,}.
把两个麦克斯韦关系式和热力学势的定义代入，便化为：
{\displaystyle \mathrm {d} G=V\mathrm {d} p-S\mathrm {d} T+\sum _{i=1}^{I}\mu _{i}\mathrm {d} N_{i}\,}
正如吉布斯能文章中所述，化学势仅仅是偏摩尔吉布斯能的另外一个说法，因此：
{\displaystyle G=\sum _{i=1}^{I}\mu _{i}N_{i}\,}.
这个表达式的全微分是：
{\displaystyle \mathrm {d} G=\sum _{i=1}^{I}\mu _{i}\mathrm {d} N_{i}+\sum _{i=1}^{I}N_{i}\mathrm {d} \mu _{i}\,}
把吉布斯能的全微分的两个表达式相减，便得出吉布斯-杜安方程：
{\displaystyle \sum _{i=1}^{I}N_{i}\mathrm {d} \mu _{i}=-S\mathrm {d} T+V\mathrm {d} p\,}

## 应用
把以上的方程用系统的幅度归一化，例如总摩尔数，吉布斯-杜安方程便提供了系统的强度性质之间的一个关系。对于{\displaystyle I\,}个不同的组分的简单系统，将有{\displaystyle I+1\,}个独立的参数，或“自由度”。例如，如果在常温（298 K）和101.325 kPa下有一个充满氮气的圆筒，我们就可以决定它的气体密度、熵或任何其它热力学变量。如果圆筒内含有氮气和氧气的混合物，我们便需要另外一个信息，通常是氧气和氮气的比例。
如果存在多个相态，那么越过相态边界的化学势是相等的。把每一个相态的吉布斯-杜安方程的表达式合并，并假设系统平衡（也就是说，温度和压强在系统中始终是恒定的），我们便可以得出吉布斯相律。
当考虑二元溶液时，有个特别有用的表达式。在恒压P和恒温T下，方程变为：
{\displaystyle 0=N_{1}\mathrm {d} \mu _{1}+N_{2}\mathrm {d} \mu _{2}\,}
或者，用系统{\displaystyle N_{1}+N_{2}\,}中的总摩尔数归一化，代入活度系数{\displaystyle \gamma \ }的定义，并利用恒等式{\displaystyle x_{1}+x_{2}=1\,}，便得出：
{\displaystyle x_{1}\left.{\frac {\mathrm {d} ln\gamma _{1}}{\mathrm {d} x_{1}}}\right|_{p,T}=x_{2}\left.{\frac {\mathrm {d} ln\gamma _{2}}{\mathrm {d} x_{2}}}\right|_{p,T}\,}
这个方程可以用于从有限的实验数据计算出热力学一致的和更准确的液体混合物的蒸气压。